# Генрик Мушинський
Ге́нрик Муши́нський (пол. Henryk Muszyński; 20 березня 1933) — державний і релігійний діяч Польщі, священник і єпископ Римо-католицької Церкви. Архієпископ гнезненський, примас Польщі (25 березня 1992 — 8 травня 2010). Народився в Косьцежині, Польща. 28 квітня 1957 року прийняв священство. Делегований вікарієм до Хелмінської дієцезії. 23 лютого 1985 року призначений єпископом-помічником хелмінським та титулярним єпископом Вілла Регіс (посвята 25 березня того ж року). Єпископ влоцлавський (19 грудня 1987 — 25 березня 1992). 25 березня 1992 року Папа Римський Іван-Павло ІІ призначив його архієпископом гнезненським і примасом Польщі. 1997 року був ініціатором другого і наступних Гнезненських з'їздів. 8 травня 2010 року добровільно склав із себе повноваження архієпископа, передавши їх Юзефу Ковальчику.